# دانيال ر. سيمبسون
دانيال ر. سيمبسون (بالإنجليزية: Daniel R. Simpson)‏ هو قاضي وسياسي أمريكي، ولد في 20 فبراير 1927، وتوفي في 24 يناير 2014. حزبياً، نشط في الحزب الجمهوري. وقد انتخب عضو مجلس ولاية كارولاينا الشمالية وانتخب عضو مجلس نواب كارولينا الشمالية.